# Риммер, Джимми
Джон Джеймс Ри́ммер (англ. John James Rimmer; родился 10 февраля 1948 года), более известный как Джи́мми Ри́ммер, — английский футболист, вратарь. Выступал за английские клубы «Манчестер Юнайтед», «Арсенал», «Астон Вилла» и за валлийский «Суонси Сити». Также провёл один официальный матч за сборную Англии.

## Футбольная карьера
Джимми родился в Саутпорте, Ланкашир. В 1963 году перешёл в молодёжную академию «Манчестер Юнайтед», а два года спустя стал профессиональным футболистом. В основной состав он попадал редко, проигрывая конкуренцию первому номеру «Юнайтед» Алексу Степни. Свой первый официальный матч за «Манчестер Юнайтед» Риммер провёл 15 апреля 1968 года во встрече с «Фулхэмом» на «Олд Траффорд». Спустя месяц он был на скамейке запасных в финале Кубка европейских чемпионов, в котором «Юнайтед» победил «Бенфику». В 1973 году Риммер отправился в аренду в клуб «Суонси Сити». В феврале 1974 года перешёл в «Арсенал».
В «Арсенале» Риммер был «первым номером» на протяжении трёх сезонов. Однако после перехода в лондонский клуб Пата Дженнингса Риммер был продан в бирмингемскую «Астон Виллу». В «Вилле» Риммер провёл следующие шесть сезонов, выиграв с клубом Первый дивизион Футбольной лиги в сезоне 1980/81, а также Кубка европейских чемпионов в 1982 году. Риммер стал первым игроком в истории, получившим медали победителя Кубка европейских чемпионов за два разных клуба («Манчестер Юнайтед» и «Астон Виллу»).
В 1983 году Риммер перешёл в «Суонси Сити». Через три года он завершил карьеру игрока и начал тренерскую карьеру. Он тренировал «Суонси Сити», а также ряд клубов в Китае и Канаде.

## Достижения
Манчестер Юнайтед
- Обладатель Кубка европейских чемпионов: 1968

Астон Вилла
- Чемпион Первого дивизиона Футбольной лиги: 1980/81
- Обладатель Суперкубка Англии: 1981
- Обладатель Кубка европейских чемпионов: 1982
- Обладатель Суперкубка Европы: 1982